# 迅衝隊

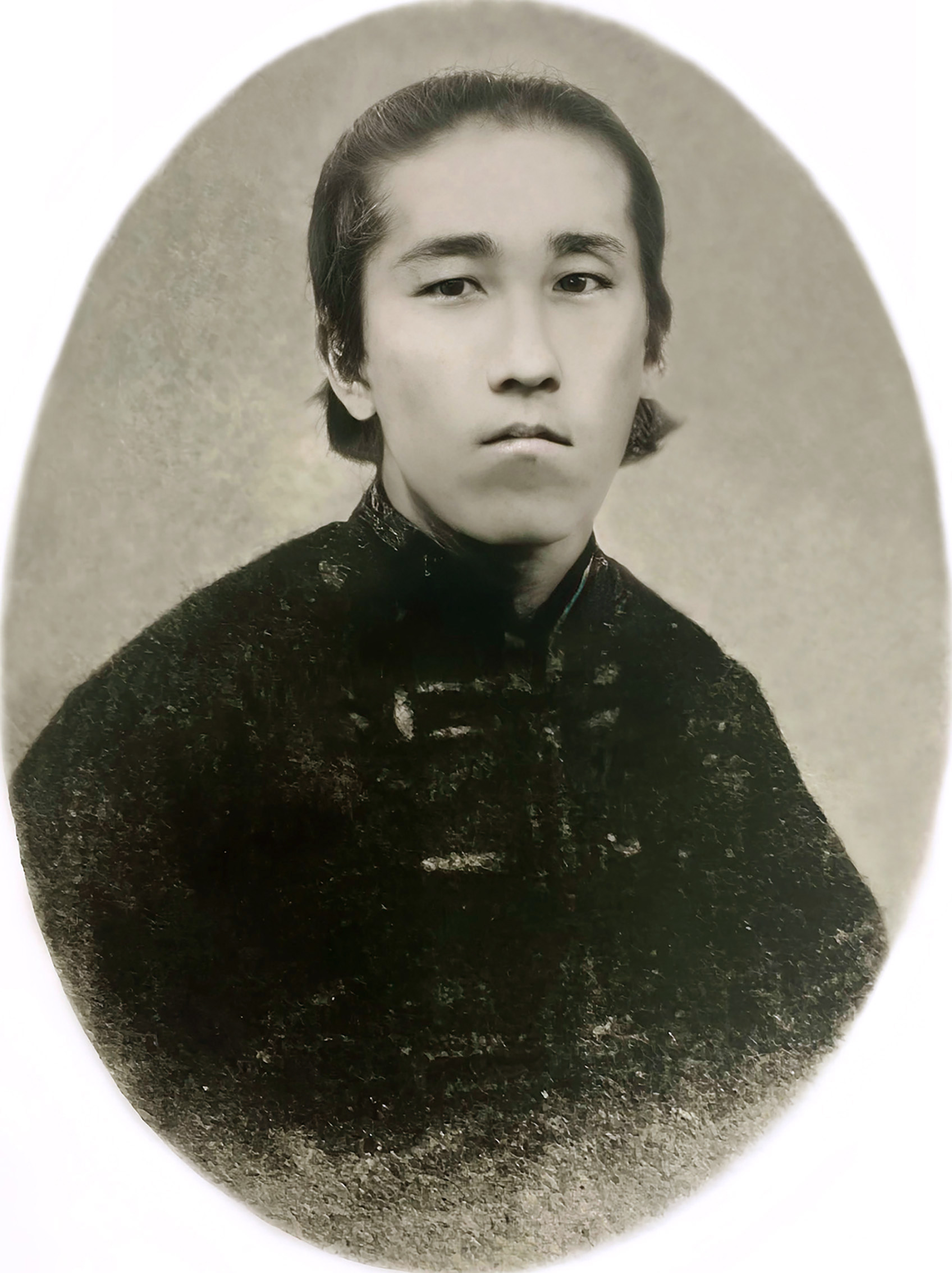
迅衝隊総督・板垣退助

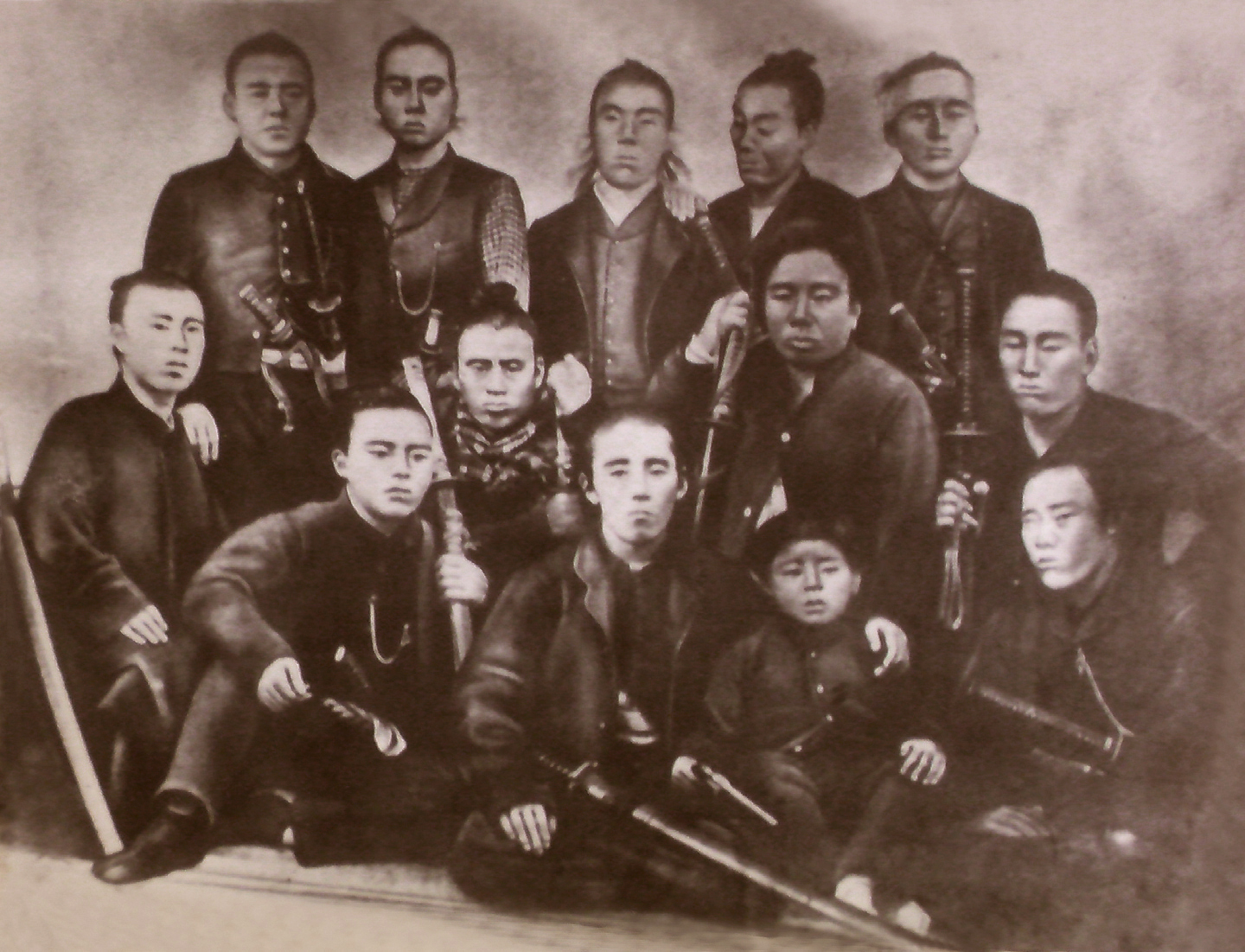
迅衝隊（前列左から伴権太夫、板垣退助（中央）、谷乙猪（少年）、山地忠七。 中列、谷神兵衛、谷干城（襟巻をして刀を持つ男性）、山田清廉、吉本平之助。 後列、片岡健吉、真辺正精、西山 榮、北村重頼、別府彦九郎）

迅衝隊（じんしょうたい）は、戊辰戦争における御親征東山道先鋒総督軍（土佐藩兵）の主力部隊。
1868年（慶応4年）1月6日に編成され、1870年（明治3年）11月藩命により解散。隊士総数は約600名。乾退助(のちの板垣退助)が軍制改革を行い編成した土佐藩「士格別撰隊」を起源とする。実質的には板垣退助を主将とし、上士勤王派の諸士、旧土佐勤王党員ら土佐藩内で勤王の志の強いもの達で構成された。これとは別に土佐藩の上士で構成された「胡蝶隊」という部隊もある。

## 結成までの経緯

### 薩土討幕の密約の締結

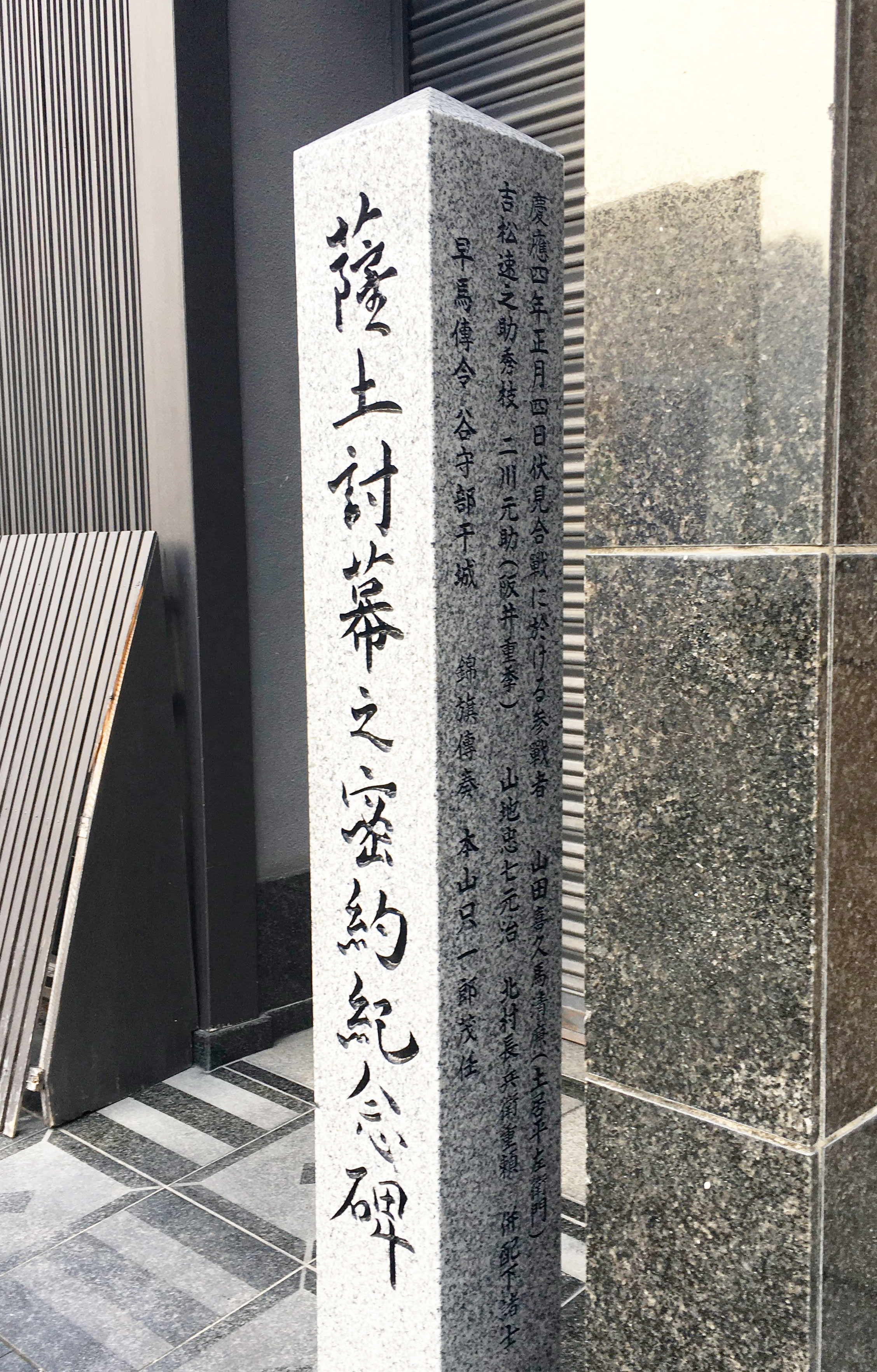
「薩土討幕之密約紀念碑」
密約が締結される前段階として京都東山「近安楼」で会見がもたれたことを記念する石碑
京都市東山区（祇園）

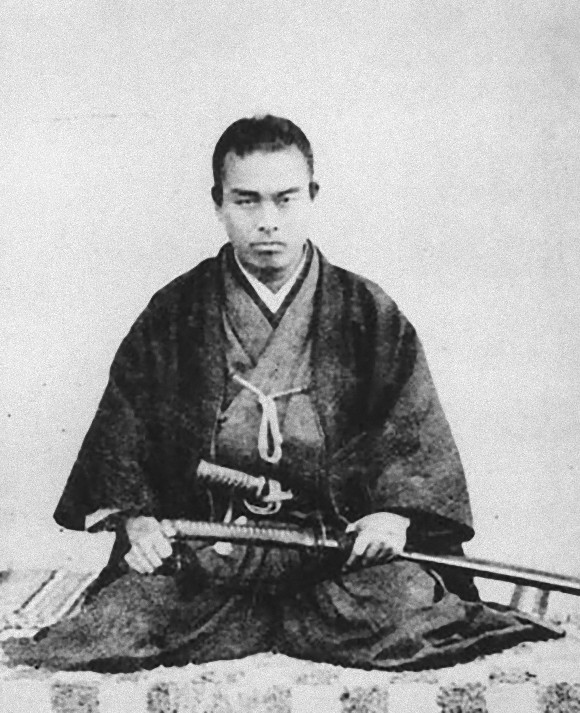
中岡慎太郎

慶応3年5月21日(1867年6月23日)、中岡慎太郎の仲介を経て小松清廉邸で薩摩藩の西郷隆盛・吉井友実・小松清廉らと土佐藩の乾（板垣）退助・谷干城・毛利恭助・中岡慎太郎らが会談し、薩土討幕の密約(薩土密約)が結ばれる。

### 土佐藩の軍制改革
翌5月22日(太陽暦6月24日)に、乾はこれを山内容堂に稟申し、同時に勤王派水戸浪士を江戸藩邸に隠匿している事を告白し、土佐藩の起居を促した。容堂はその勢いに圧される形で、この軍事密約を承認し、退助に軍制改革を命じた。土佐藩は乾を筆頭として軍制改革・近代式練兵を行うことを決定。薩摩藩側も5月25日(太陽暦6月27日)、薩摩藩邸で重臣会議を開き、藩論を武力討幕に統一することが確認された。同日、土佐藩側は、福岡孝弟、乾退助、毛利吉盛、谷干城、中岡慎太郎が喰々堂に集まり討幕の具体策を協議。5月26日(太陽暦6月28日)、中岡慎太郎は再度、西郷隆盛に会い、薩摩藩側の情勢を確認すると同時に、乾退助、毛利吉盛、谷干城ら土佐藩側の討幕の具体策を報告した。5月27日(太陽暦6月29日)、乾退助が山内容堂に随って離京。土佐へ向かう。離京にあたり乾は、中岡慎太郎らに大坂でベルギー製活罨式(かつあんしき)アルミニー銃(Albini-Braendlin_rifle)300挺の購入を命じ、6月2日(太陽暦7月3日)に土佐に帰国した。中岡は乾退助の武力討幕の決意をしたためた書簡を、土佐勤王党の同志あてに送り、土佐勤王党員ら300余名の支持を得ることになった。（これがのちの迅衝隊の主力メンバーとなる）

### 旧土佐勤王党員らを赦免
6月13日(太陽暦7月14日)、土佐藩の大目付(大監察)に復職した乾は「薩土討幕の密約」を基軸として藩内に武力討幕論を推し進め、佐々木高行らと藩庁を動かし安岡正美や島村雅事ら旧土佐勤王党員らを釈放させた。これにより、七郡勤王党の幹部らが議して、退助を盟主として討幕挙兵の実行を決断した。
6月16日(太陽暦7月17日)、乾退助が町人袴着用免許以上の者に砲術修行允可(砲術修行を許可する)令を布告。
6月17日(太陽暦7月18日)、小目付役(小監察)谷干城を、御軍備御用と文武調(ととのえ)役に任命。

### 銃隊を組織し近代式練兵を行う
7月17日(太陽暦8月16日)、中岡慎太郎の意見を参考にした乾退助によって土佐藩銃隊設置の令が発せられる。
7月22日(太陽暦8月21日)、乾退助は古式ゆかしい北條流弓隊は儀礼的であり実戦には不向きとして廃止し、新たに銃隊編成を行い、士格別撰隊、軽格別撰隊などの歩兵大隊を設置。近代式銃隊を主軸とする兵制改革を行った。さらにこの日、中岡慎太郎が、土佐藩大目付(大監察)・本山茂任(只一郎)に幕府の動静を伝える密書を送る。
中岡は本山宛の書簡に「…議論周旋も結構だが、所詮は武器を執って立つの覚悟がなければ空論に終わる。薩長の意気をもってすれば近日かならず開戦になる情勢だから、容堂公もそのお覚悟がなければ、むしろ周旋は中止あるべきである」と書き綴っている。
7月27日(太陽暦8月26日)、中岡慎太郎が、長州の奇兵隊を参考として京都白川の土佐藩邸に陸援隊を結成。
8月6日(太陽暦9月3日)、乾退助は東西兵学研究と騎兵修行創始の令を布告。長崎で起きたイカルス号水夫殺害事件の犯人が土佐藩士との情報（誤報であったが）があったため、阿波経由で英艦が土佐に向かうこととなり、英公使・ハリー・パークスが乗る英艦バジリスク号が、土佐藩内の須崎に入港。土佐藩は不測の事態に備え、乾退助指揮下の諸部隊を砲台陣地、および要所の守備に就かせた。
8月7日(太陽暦9月4日)から翌8月8日(太陽暦9月5日)にわたり、須崎港内に碇泊した土佐藩船・夕顔丸の船上で、長崎英水夫殺害事件の談判が開かれる。土佐では主に後藤象二郎が交渉を行い、前藩主・山内容堂がパークスと会見した。関係者との協議でイカルス号水夫殺害事件における土佐藩や海援隊への嫌疑が晴れる。

### 大政奉還論による影響

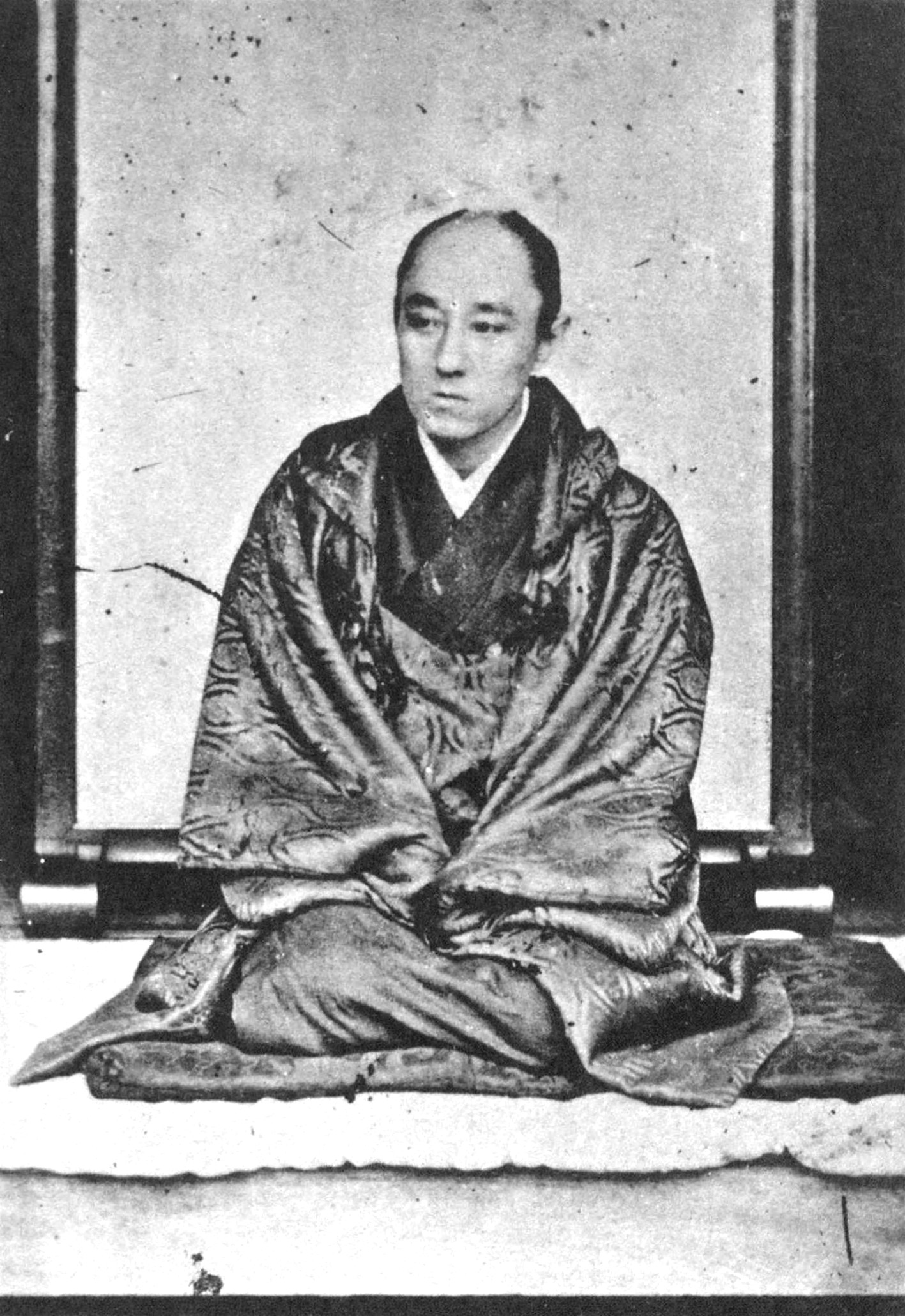
山内容堂

8月20日(太陽暦9月17日)、山内容堂が後藤象二郎の献策による大政奉還を幕府へ上奏する意思を示す。藩庁は、大政奉還論に反対する乾退助にアメリカ派遣の内命を下し、政局から遠避けようと画策。
8月21日(太陽暦9月18日)、乾退助が、土佐藩御軍備御用と兼帯の致道館掛を解任される。
9月14日(太陽暦10月11日)、土佐藩(勤王派)上士・小笠原茂連、別府彦九郎が、江戸より上洛して、京都藩邸内の土佐藩重役へ討幕挙兵の大義を説く。
9月22日(太陽暦10月19日)、中岡慎太郎が『兵談』を著して、国許の勤王党同志・大石円に送り、軍隊編成方法の詳細を説く。
9月24日(太陽暦10月21日)、在京の土佐藩(佐幕派)上士らが、幕吏の嫌疑を恐れて白川藩邸から陸援隊の追放を計画。
同日、坂本龍馬が、安芸藩・震天丸に乗り、ライフル銃1000挺を持って5年ぶりに長崎より土佐に帰国。浦戸入港の時、土佐藩参政・渡辺弥久馬(斎藤利行)に宛てた龍馬の書簡の中に、
と書き送っている。
9月25日(太陽暦10月22日)、坂本龍馬が、土佐勤王党の同志らと再会し、討幕挙兵の方策と時期を議す。
9月29日(太陽暦10月26日)、乾退助が、土佐藩仕置役(参政)兼歩兵大隊司令に任ぜらる。

### 乾退助の失脚
10月8日(太陽暦11月3日)、乾退助が、土佐藩歩兵大隊司令役を解任される。
さらに、後藤象二郎の献策による大政奉還論が徳川恩顧の土佐藩上士の中で主流を占めると、過激な武力討幕論は遠ざけられたが、退助は下記の通り建言。
しかし、容堂は「退助また暴論を吐くか」と笑って取り合わなかった。
乾は大政奉還論に真っ向から反対する意見を貫いたことで全役職を剥奪され失脚した。

### 伏見合戦で参戦
1867年（慶応3年）12月28日、薩土密約に基づき、京都にいる西郷隆盛から土佐の乾退助あてに、「討幕の開戦近し」との伝令が出された。その予想どおり、明けて1868年（慶応4年）1月3日、鳥羽・伏見の戦いが勃発する。
1月4日、山田喜久馬橘清廉隊、吉松速之助秀枝隊、北村長兵衛重頼隊、山地忠七橘元治隊、二川元助重遠隊は、薩土討幕の密約に基づき藩命を待たず独断で参戦した。在京の後藤象二郎ら不戦派はこれを叱責して軍令違反として呼び戻し主謀者を切腹させようと試みるが、まもなく錦の御旗が上がり処分保留となる。

## 結成

### 乾退助の復職
同1月6日、谷干城が土佐に到着し、京都において武力討幕戦が開始されたことを乾退助に報告した。これを受けて、「薩土討幕の密約」を守るべく、同1月6日土佐において、土佐藩の勤皇の志を持った武力討幕部隊として下士や郷士を主とした軽格によって編成された迅衝隊が結成された。翌1月7日、朝廷より「徳川慶喜追討」の勅が出され、幕府勢は「朝敵」となる。同1月13日、迅衝隊が土佐を出発し、同年2月7日上洛するまでは、土佐藩家老の深尾丹波が総督を勤め、同年2月7日から1870年（明治3年）11月の解散までの期間は、大隊司令の乾退助が総督を兼任した。

### 高松攻略
1月13日、深尾成質、乾退助率いる土佐藩迅衝隊は土佐藩致道館より出陣し、北山越え(現在の大豊町を通過する参勤交代の経路)で進軍。この途中、高松藩征討の勅命が土佐藩に下り、直ちに進軍中の迅衝隊へ伝えられた。
勅命では「高松、松山、川之江を討て」との指示で要するに四国の北半分を鎮撫せよとの事であるが、四国は広い。松山は四国の西端、高松は東端とはいかないまでも東側に位置し、川之江は両者の真ん中にある。よってこれらを同時に討つことは出来ない。600の兵を2つ、3つ、に分かつのはもとより愚策であるし、かと言って松山まで兵を率いて進軍し、高松、川之江の兵に背後を突かれる愚も避けたい。四国内の局地戦で時間を浪費し、入京に遅れる事があってはならないし、むしろ松山なら土佐の宿毛あたりから手勢を送った方が近い。そこで、乾退助は伝令を土佐へ送って、第二軍を設えて松山討伐へ向かわせる事を指示し、自らは今いる場所から最も近い幕領の川之江(現・愛媛県四国中央市川之江町)を目指し進軍することに決した。さらに錦旗が届けられたため官軍として正々堂々たる進軍となった。退助の目論見は当たり、川之江は幕領であるが、兵の数も少なく、さしたる抵抗もなくこの鎮撫に成功。さらに進路を北東へ転じ、鳥坂峠を越えて1月19日(太陽暦2月12日)、丸亀城下に入った。土佐兵が讃岐へ侵攻したのは、実に長宗我部氏の時以来300年ぶりの快挙で、丸亀藩は驚き、直ちに恭順の意を示して、支藩の多度津藩を引き連れ、退助ら東征軍の旗下に入った。翌1月20日(太陽暦2月13日)、退助ら東征軍は錦旗を先頭に、丸亀、多度津の藩兵を先鋒として道案内をさせながら、丸亀から高松城下まで進軍。この隊列は、高松にとって「四国は既に勤王派が席捲し高松は孤立して封じ込められつつある」との心理的不安を煽り効果は絶大であった。この時の丸亀藩兵の参謀は土肥実光で、土肥は丸亀藩内の勤王派で長州の久坂玄瑞とも親交があったが、幕府から「長州寄り」と嫌疑をかけられるのを恐れた丸亀藩によって幽閉されていた。ところが高松藩が朝敵となったと知るや丸亀藩は幽閉を解いて手のひらを返して今度は参謀に据えたのである。退助も大政奉還に反対してつい先日まで失脚していたが、鳥羽・伏見の戦いが起ると即日失脚を解かれて土佐藩兵の大隊司令に復職し、兵をあずかり出陣した状況と境遇が全く良く似ていた。さて高松藩は「朝敵」となったと知らされるや、三日三晩、激論が飛び交った末「恭順」する事に決した。（高松藩の被害を最小限にとどめた対応は実に立派で、後の会津藩が優柔不断な態度に出て、ついに「恭順」の機会を逃し、被害を広げたのと対照的となった）そのため高松藩は、門前に「降参」と書いた白旗を掲げ、東征軍が通る道を掃き清め、家老が裃を着て平伏土下座して出迎えた。藩主・松平頼聡は既に城を去り、浄願寺で謹慎しており城主のいない城となっていたため、東征軍は城門前に「当分、土佐領御預地」と高札を建て、真行寺を本陣と定め、東征軍は高松城と真行寺に分かれ宿営した。翌1月21日(太陽暦2月14日)、乾退助は丸亀に戻り、在京の山内容堂や佐幕派の上士らを説得するため船で京都を目指した。丸亀、多度津藩兵は帰藩。しかし、この間も在京の土佐藩重役らは「乾退助を上京させるべからず。片岡健吉を大隊司令として上京させよ」との伝令がしきりに発せられたが、乾退助は巧みにこれらの伝令と遭遇する道を避けて上洛を果たし、ついに在京藩士らの説得に成功する。2月3日(太陽暦2月25日)、土佐藩兵は在京の乾退助を追って、高松から京都へ向けて出発した。なお高松藩主・松平頼聡が帰城したのは1ヶ月後の2月20日(太陽暦3月13日)夜で、正式に謹慎が解かれ、官位が復元されたのは4月15日(太陽暦5月7日)のことであった。
その後、大隊司令の乾退助が迅衝隊の総督を兼任することとなり、さらには東山道先鋒総督府参謀に任ぜられ、2月14日京都を出発し東山道を進軍した。この京都を出発した日が乾退助の11代前の先祖とされる、板垣信方の320年目の命日にあたるため、退助は、岩倉具定の助言を得て姓を旧来の板垣に復した。

### 甲州勝沼

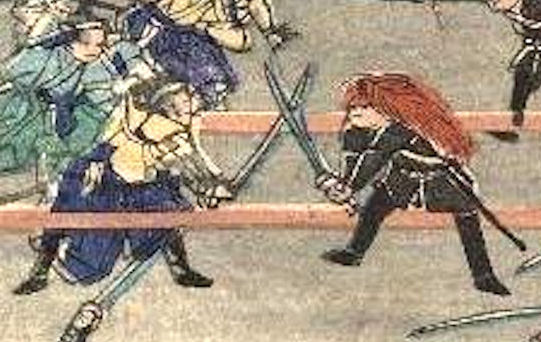
赤熊の被り物をして敵と戦う迅衝隊

迅衝隊は、因幡藩兵と共に甲州街道を進軍し、1868年（慶応4年）3月5日甲府城入城を果たすと、板垣退助らは「武田の遺臣が甲府に帰ってきた」と、徳川施政に苦しむ領民に大歓迎で迎え入れられ、直ちに旧武田遺臣の子孫の浪人や神官、長百姓らで構成された「断金隊」や、甲斐の郷士らで構成された「護国隊」が自主的に組織され官軍への協力を願い出た。翌3月6日大久保大和（近藤勇）の率いる甲陽鎮撫隊と甲州勝沼で合戦し、洋式兵法にも精通していた迅衝隊がこれを撃破した。戦闘が始まって僅か二時間で決着がつき、甲陽鎮撫隊は山中を隠れながら江戸へ敗走した。

### 日光東照宮
迅衝隊総督の板垣退助は、日光東照宮の文化財の中に隠れて戦おうとしない大鳥圭介ら旧幕府軍に対して、日光の僧侶を通じて「徳川氏祖先の位牌に隠れて、灰燼と帰すような事態となれば、幕府軍は末代までの笑い者になるであろう、表に出て尋常に勝負せよ」と説得をし、また一方で「日光が灰燼と化すのも止む無し」と強弁する官軍諸兵に対しては、「日光東照宮には後水尾天皇の御親筆の扁額がありこれを焼くことは不敬に当たる」と理由を使い分けて双方を説得し、日光を兵火から守った。のち1929年（昭和4年）、この業績を讃えるために日光東照宮に板垣退助の像が建立され、第16代徳川宗家を継いだ徳川家達が銅像の題字を揮毫している。

### 帰国
会津若松城を攻略してこれを落とし、土佐に凱旋する帰路、江戸城において明治天皇への拝謁を許される。隊士は帰国後、上士格に昇進する栄誉を賜わり、戸籍令が施行されると、もと郷士や庄屋であった隊士の者も、維新の功を賞せられ士族に列した。

## 特徴

### 厳しい軍律
迅衝隊は、戦地における略奪、放火、婦女子に対する乱暴行為を堅く禁じており、違反者は軍法会議に掛けて有罪の場合は即刻処刑が断行されると告知されていた。一例を上げると、土佐から進軍しての初戦、備中松山城無血開城ののち、松山城下にいた迅衝隊士が駐留中、軍服を誂えようと北川宅之助配下の足軽・大久保虎太郎、楠永鉄太郎、岡上先之進、国沢守衛の4名が、2月3日、松山城下の呉服店にて好みの生地を選び仕立てを頼んだ。売価5両であったものを2両に値切ったが、まけてくれないので、「おい、この松山城下は、焼き払われるはずであったものが、我藩のとりなしで焼かれずに済んだのだぞ。にもかかわらず諸品を高値で売るとは不埒千万。不足があるなら隠岐守（松山城主）から貰え」と啖呵を切って持ち返ったことが発覚した。双方の証言を吟味し、非戦闘員に対して略奪同様の行為と軍律に触れることになった4人は有罪となり、松山城追手先の堀側に土壇場を築きこれを獄門台とし、大隊司令・高屋左兵衛、軍監・中村禎助が諸隊長と藩兵を率いて整列し、隊長・北川宅之助が4人の隊士に向って、
と罪名および罰状を読み聞かせ、ばっさりばっさりと濡れ紙を切るような音をさせて首を打ち落とした。このように、強引な値引きであっても略奪同様として堅く禁じた厳しい軍律が守られていた。これは、
という板垣退助の考えが貫かれ、のちの帝国陸海軍の戦地での行動規範に引き継がれている。

### 敵方に情け
迅衝隊が味方に対して厳しい軍律を敷いた一方で、敵方に情けをかけたことが知られている。具体的には、二本松の少年兵を敵方ながら官軍の野戦病院に連れていったり、松平容保が降伏する際も、輿に載って城外に出ることを許可している。これは、味方で処罰される者は軍律違反の罪人であるが、敵方の敗残兵は正々堂々戦ったうえでの敗者であって罪人ではないとの考え方によるもの。これらの人々に対して、あえて、問われるとするならば、「錦の御旗に対して弓を弾いた」という勅命違反および幇助となり得るが、その責任は上官が受けるものであって、下士官、諸兵は上官からの命令を遂行しただけであって罪にはなり得ないとするものである。同じ、土佐藩の堺事件の時には命令を遂行した実行者の責任が問われたのとは、対照的な判断であるが、これは、外圧および土佐藩庁の判断によるもので、迅衝隊に関しては板垣退助自身の武士道観ならびに近代的軍隊のあり方についての考え方が、土佐藩庁の判断などとの違いに依存するものである。板垣は、戊辰戦争終結直後の明治2年から、いわゆる「戊辰の朝敵」に対する名誉回復を訴え、彼らの社会復帰を率先して協力している。

### 画期的な内容
板垣退助が編成した迅衝隊は近代的軍隊であり、前時代に無い画期的な組織であった。以下、従軍者の日記からその内容を箇条書きにすると、
- 迅衝隊は給料制であり、毎月俸給が現金で支給されていた。
- 迅衝隊は病気欠勤が認められており、従軍医師の診断書と隊長の印を受け「欠勤願」を提出することが出来た。
- 迅衝隊には「野戦病院」があり、従軍医師団が同行していた。
- 洋式の軍服は京都出発前に個人が注文して作った。
- 迅衝隊には「砲銃局」があり、スペンサー七連銃を販売していた。
- 迅衝隊は、小隊を左半隊・右半隊に分け、半小隊で行動することができた。
- 迅衝隊には「軍事郵便」といえる飛脚便があり、土佐と往復して留守宅に届いた書状を転送して読むことができた。

などがあり、板垣の智略に富んだ計算が成されている。これらの内容が戊辰戦争の勝敗を決したものであると考えられている。

### 軍装

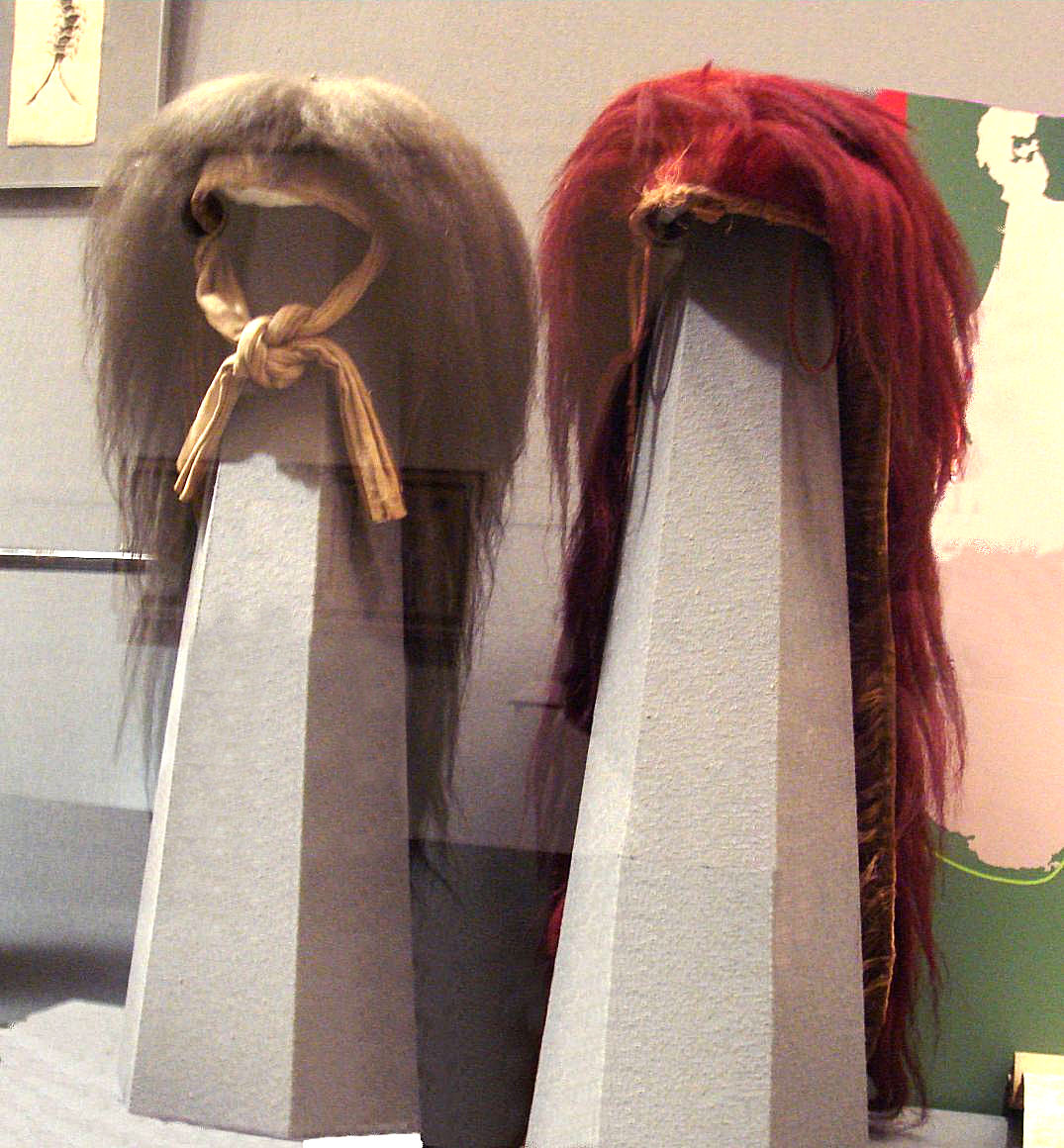
白熊（はぐま）と赤熊（しゃぐま）の被り物

板垣退助が後年語るところによれば、将卒ともに軍装がまちまちで一定せず、「フロックコート」のような物を着た者や、伊賀袴に陣羽織を着た者があり、軍帽も、洋風の鳥打帽の者や韮山笠の者がいた。そして多くの者が三尺はある長刀を腰に下げていたらしい。迅衝隊は、土佐を出発し、高松城を接収して京都に入ったが、京都出発までにようやく筒袖の法被が揃った程度で、江戸開城して以降にやっと洋風の軍装が整ったらしい。板垣退助が日光へ進軍した時のいでたちは、洋装の軍服に陣羽織を着て、地下足袋に草鞋、頭には赤熊の被り物をして日本刀を下げた姿であったという。

## 主要な隊士
- 深尾丹波菅原成質（総督）
- 板垣退助源正形 （総督兼大隊司令）
- 片岡健吉益光（左半大隊司令）
- 祖父江可成勘隆（右半大隊司令）
- 谷守部大神干城（大軍監）
- 伴権太夫正順（大軍監）
- 小南五郎右衛門良和（大軍監）
- 谷兎毛（大軍監）
- 小笠原唯八（牧野茂敬）（軍監）贈正五位
- 秋沢清吉貞之（小軍監）
- 大石弥太郎元敬（小軍監）

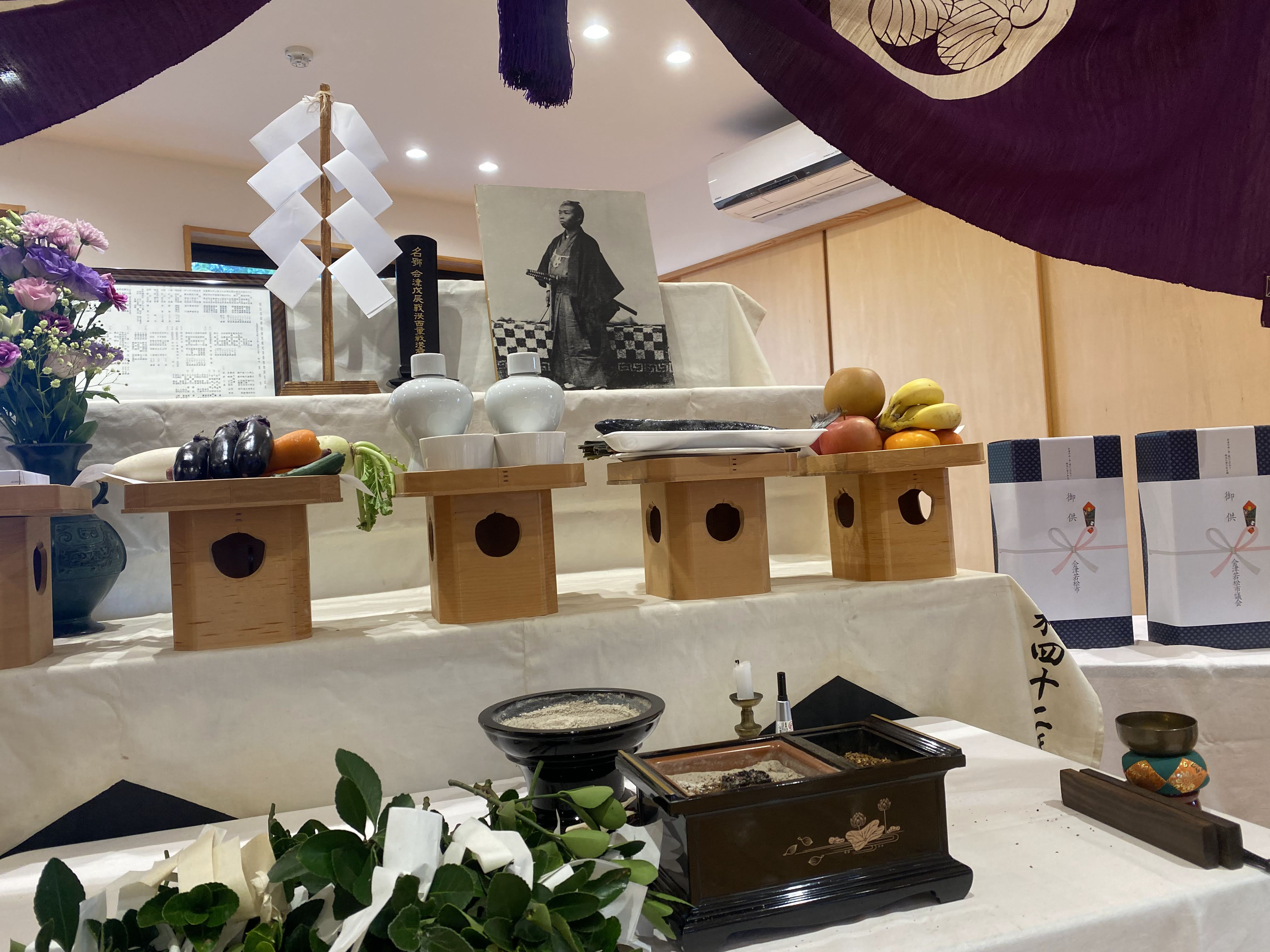
会津若松市・西軍戦歿者慰霊祭（戦歿者を代表し小笠原唯八の遺影が掲げられる）

- 北村長兵衛重頼（砲隊長）- 伏見合戦の参戦者
- 早崎兵庫益（輜重奉行）
- 森権次（輜重奉行）
- 日比虎作政起（第一番隊長）
- 小島捨蔵巌盤（第二番隊長）
- 野本平吉（第二番隊長）
- 小笠原謙吉茂連（第三番隊長）
- 横田祐蔵（第三番隊長）
- 谷神兵衛大神重喜（第四番隊長）
- 宮崎合助正元（第五番隊長）
- 真辺戒作正精（第六番隊長）
- 山地忠七橘元治（第七番隊長）- 伏見合戦の参戦者
- 吉松速之助秀枝（第八番隊長）- 伏見合戦の参戦者
- 山田喜久馬橘清廉（第九番隊長）- 伏見合戦の参戦者
- 二川元助重遠（阪井重季）（第十番隊長）- 伏見合戦の参戦者
- 平尾左金吾喜寿（第十一番隊長）
- 谷口伝八秀浪（第十二番隊長）
- 桑津一兵衛重時（山本三治）（第十四番隊長）（沢辺琢磨弟）
- 森本貞三郎（第十四番隊長）
- 弘田玄又親厚（病院頭取）
- 横川酸達（医員）
- 北川謙伯（医員）
- 森田良哉（医員）
- 細川養碩（医員）
- 末久卓斎（医員）
- 久米倉積 （医員）
- 大久保玄龍（医員）
- 田口文良明俊（医員）
- 樋口真吉武（裁判役）
- 村松彦蔵（裁判役）
- 浪越喜平（高作配役）
- 尾川新助（高作配役）
- 乾三四郎和顕（差使役、後衛隊隊長）
- 西山栄（砲兵隊）
- 吉本平之助祐雄（徒士砲隊指揮役）
- 阿部駒吉洞元（三番隊士）
- 荒尾忠吉（二番隊士）
- 足達行蔵貞正
- 五十嵐幾之助敬正
- 池田忠三郎（四番隊士）
- 池田陽三郎（四番隊士）
- 池知退蔵藤原重胤（陸目付）
- 石本亀次藤原正勝（衛兵）
- 井上弥太右衛門藤原時義（八番隊士）
- 今橋武之助重昌
- 今橋栄三郎
- 岩井猪之助正信（七番隊士）
- 岩崎馬之助維慊
- 岩原久萬吉正恒（七番隊士）
- 上田官吉正秋（四番隊士）
- 上田楠次元永（江口大蔵）（二番隊士）
- 上田茂太郎大元（二番隊士）
- 上田長三郎茂久（二番隊士）
- 上田民平平勝尚（肝煎）
- 江口精馬重條（十番隊士）
- 大石左馬司守正（二番隊士）
- 大石俐左衛門守孝（統監）
- 大野磯之丞（斥候）
- 小笠原正登
- 岡甫助澄明
- 岡田孫弥重典（十二番隊士）
- 岡村進勇（砲隊士）
- 岡本守丞（十三番隊士）
- 尾崎萬助正勝（二番隊士）
- 尾崎猪三次直勝（十五番隊嚮導）
- 尾崎彦四郎大韓矢田部行正（断金隊）（尾崎行雄の父）
- 門田林七郎源敬重（器械方）
- 鹿取鉄之助（十番隊士）
- 金子和三郎正喜（八番隊士）
- 川田乙太郎
- 川田貞七郎越智成将（小荷駄方役人）
- 川村喜作源高弘（旗手）
- 木村菊右衛門藤原忠孝（輜重隊守衛）
- 北村守之助
- 清岡岩吾藤原盛貫
- 楠島熊吾（一番隊士）
- 楠瀬六衛直樹（砲隊士）
- 葛目兼馬義正
- 国吉栄之進（二番隊士）
- 国吉新太郎源正徳（輜重隊守衛）
- 熊沢内蔵之進藤原利房（器械方）
- 公文力之助義盛[15]（六番隊士）
- 黒岩兼之助（十四番隊士）
- 河野忠之進晴雄（十四番隊士）
- 小島慥介徳明（大砲分隊長）
- 小松勇（砲隊士）
- 小松勝之進盛秀（御旗守）
- 小松重保（五番隊士）
- 小松駒之助（一番隊士）
- 近藤楠馬正道（一番隊士）
- 坂本乾助則秀
- 坂本甚兵衛重忠
- 坂本時太郎重忠
- 佐々木直兵衛藤原義高（輜重隊守衛）
- 澤本盛彌幸則（六番隊士）
- 島村祐四郎
- 島村謙之助（一番隊士）
- 島村寿太郎雅菫
- 島村甲胃次寿椿
- 島村左伝次雅珍（大総督府使番役）
- 島村寿之助雅事（贈正五位）
- 杉村晋作（砲隊士）
- 隅田吉之助藤原光泰（輜重隊守衛）
- 曽和田慎八郎
- 高橋喜佐治（六番隊士）
- 高橋俊助重利
- 高橋兵助重明（十三番隊士）
- 竹内楠太郎（十二番隊士）
- 竹村権蔵菅原正勝
- 竹村猪之助敬義
- 竹村鹿吉源正利（鼓手）
- 武市権兵衛楯臣（六番隊士）
- 武市繁之助昌雄（十四番隊小頭）
- 武政孫右衛門秦利幸（輜重隊守衛）
- 竹林七兵衛藤原忠勝（輜重隊守衛）
- 立仙友之進則利（輜重隊守衛）
- 立石恵之助信安
- 多田温兵衛（十三番隊士）
- 田所丑次郎（砲隊士）
- 田所荘之助愛敬
- 田所文太郎敬勝（遣番）
- 田所広作元長
- 田中煌之進重行（一番隊士）
- 田中民蔵平吉実（銃砲局）
- 谷正方（大石弥太郎の弟）
- 谷乙猪大神繁枝（谷重喜の弟、谷干城の養子で谷儀一の父）
- 谷村覚次（砲隊士）
- 谷本忠一郎（十二番隊士）
- 谷脇清馬修彜（十一番隊士）
- 辻精馬友猛（十二番隊士）
- 手島金馬忠国（一番隊士）
- 浪越肇宗義（千磯）
- 長崎貫太頼房（六番隊士）
- 中島茶太郎（差使役）
- 中島與一郎光尹（砲隊士）
- 西川佐喜蔵源勝利（輜重隊守衛）
- 西尾亦作源義明（輜重隊守衛）
- 西尾猛七源義正（器械取扱）
- 西山直次郎志澄（差使役）
- 中平保太郎定晴
- 中平菊馬定純（中平保太郎弟）
- 中平喜之助 （砲術取立役）
- 中村茂藤次（十五番隊嚮導）
- 中屋修治
- 西尾遠江介
- 野崎正朝
- 浜田才吉郎正義
- 浜田逸八藤原常則（衛兵）
- 浜田免助源時久（輜重隊守衛）
- 橋本順助（一番隊士）
- 原庄九郎（七番隊士）
- 半田擢吉（一番隊士）
- 二川為次
- 福井直之助源秀利（輜重隊守衛）
- 弘田駿吉徹明（十一番隊士）
- 広田弘道
- 弘光嘉久治藤原繁綱（輜重隊守衛）
- 弘末作蔵源春芳
- 福永多作藤原重利（輜重隊小頭）
- 別役柳馬成義
- 別府彦九郎宣春（小軍監）
- 細木核太郎栄敦
- 本間安弥藤原貞直（輜重隊守衛）
- 松田順次郎（六番隊士）
- 松野繁五郎藤原秀儀（輜重隊守衛）
- 南清内藤原可俊（輜重隊守衛）
- 三原兎弥太正矩
- 三宅謙四郎幹正
- 宮崎小三郎品亨（二番隊士）
- 宮地元兵衛（三番隊士）
- 宮地団四郎
- 森源三郎源重富（輜重隊守衛）
- 森下喜久馬（一番隊士）
- 森多司馬（大軍監）
- 森新太郎為助（第二番隊長）
- 森田金三郎維種（小軍監）
- 森田団八郎
- 森田団右衛門政武
- 森本磯衛（砲隊士）
- 森本平馬栄和（五番隊士）
- 森脇唯次郎 重成（唯一）- 谷干城と共に鳥羽伏見の戦いがまもなく始まることを早馬で国元に伝えた侍
- 八木伊与吉（一番隊士）
- 安井政吉藤原宗利（輜重隊守衛）
- 安岡覚之助正美（小軍監）贈正五位
- 安岡亮太郎良亮（小監察）
- 山本繁太郎源正矩（裁判役）
- 行宗進之助
- 依光恒吉顕（小荷駄作配役）
- 美正貫一郎建臣（一番隊司令、浪士掛探索役、断金隊隊長）三春藩無血開城に功あり。
- 渡辺三郎
- 重次（従者）
- 伝次（従者）
- 吉之助（中間）
- 浅次（雇人足）

- 上田宗児則政（のち後藤深造と改名し長州藩士となる[16]）鳥羽・伏見の戦いで討死。
- 本山只一郎茂任（鳥羽・伏見の戦いを機に、土佐藩へ錦旗伝達役）

## 胡蝶隊
土佐藩の上士のうち、御馬廻役以上の約400名で馬廻銃隊として編成された武力討幕のための部隊。土佐藩家老の深尾丹波が指揮を執った。

## 補注
1. 1 2 3 4 5 6  『迅衝隊出陣展』中岡慎太郎館編、平成15年(2003年)
2. 1 2 3 4 5 6 7  “『板垣精神 -明治維新百五十年・板垣退助先生薨去百回忌記念-』”.  一般社団法人 板垣退助先生顕彰会 (2019年2月11日). 2021年8月15日閲覧。
3. ↑  中岡慎太郎『行々筆記』慶応3年5月25日條「福(福岡孝弟)・乾(退助)・毛(毛利吉盛)・谷(干城)と喰々堂に集る」より。
4. ↑  中岡慎太郎『行々筆記』慶応3年5月26日條「今朝、西郷に至り、乾・ 毛・谷決意のことを論じ帰る」より。
5. ↑  ベルギーからの直輸入ではなく、米国南北戦争で使用され、戦争終結後に余剰となった武器類が日本へ輸入されたものと言われる。
6. 1 2 3  『保古飛呂比』佐々木高行筆、『維新土佐勤王史』瑞山會、『中岡慎太郎』尾崎卓爾著より。
7. 1 2 3 4 5 6 7 8 9 10 11  『板垣退助君戊辰戦略』上田仙吉編、明治15年刊（一般社団法人板垣退助先生顕彰会再編復刻）
8. 1 2  『明治功臣録』明治功臣録刊行會編輯局、大正4年(1915年)
9. ↑  （書き下し）「土佐少将(山内豊範)へ、徳川慶喜反逆妄挙を助け候条、其の罪、天地に容ちあらざるにつき、讃州高松、豫州松山、同、川之江を始め、これまでの幕領惣てを征伐し、(領地の)歿収これ有るべく仰出され候。宜しく軍威を厳にし、速やかに「追討之功」之旨を(朝廷へ)奏すべく、御沙汰候事。(慶応4年)正月十一日、但し、両國中の幕領の儀は勿論、幕吏卒の領地迄も、惣て取調べ言上これあるべく、かつ人民の鎮撫は、ひとえに王化に服すべきよう致すべく所置候事」
10. ↑  香川県善通寺市碑殿町と三豊市三野町大見の間に位置する峠。現在の国道11号線上にある。
11. 1 2 3 4 5  『高松に進軍してきた板垣退助』村井眞明著
12. ↑  会津藩出身で東京帝国大学総長などを歴任した山川健次郎は、会津藩を評して「兵法や武器が時代遅れで、藩主の松平容保は幕府への忠誠心は厚かったが、情報に疎く藩主として藩内の多数派だった主戦論を抑えられなかった」ことや、「京都御所警備という朝廷に近い場所で任務に就いていたにもかかわらず情報を軽視し、また会津藩における身分制度が他藩より厳しく、武士や地主以外の領民の意思を軽視し、戦争準備や軍制改革も遅かった事が敗因」としている。「恭順派の意見を戊辰戦争を始まっても一層排斥し、勤王派で長州などと交渉可能な人材であった神保修理を早々に切腹に追い込み朝廷からの信用を失墜」したこと、「鳥羽・伏見の戦いでの圧倒的敗北となった後も強硬路線を主張した佐幕派こそ、藩主として説得するか処罰するかなどして、時代の変化を理解させるべきだった」と会津藩の無策ぶりを痛烈に批判している。
13. 1 2 3 4  『土佐藩戊辰戦争資料集成』林英夫編、高知市民図書館、2000年
14. ↑  『宮地團四郎日記(土佐藩士が見た戊辰戦争)』小美濃清明編、右文書院、2014年4月21日
15. ↑  蓮家寺（福島県東白川郡棚倉町大字棚倉字新町129番地）に墓石がある。
16. ↑  『勤王者調4-2』高知県庁編纂の「上田宗児」項より。